# Jambiani
Jambiani est un groupe de villages sur l'île d'Unguja, qui fait partie de Zanzibar en Tanzanie.

## Localisation
Il est situé sur la côte sud-est entre Paje (Zanzibar) (en) et Makunduchi (en).

## Économie
On y cultive les algues marines au sein de nombreuses fermes qui parsèment le littoral et emploient 15 000 habitants, principalement des femmes. La plupart des algues qui y sont cultivées sont vendues à la société Zanea Seaweeds Ltd et distribuées dans le monde entier. 
L'île de Zanzibar produit environ 11 000 tonnes d'algues chaque année, une grande partie de celles-ci provenant de Jambiani.

## Galerie

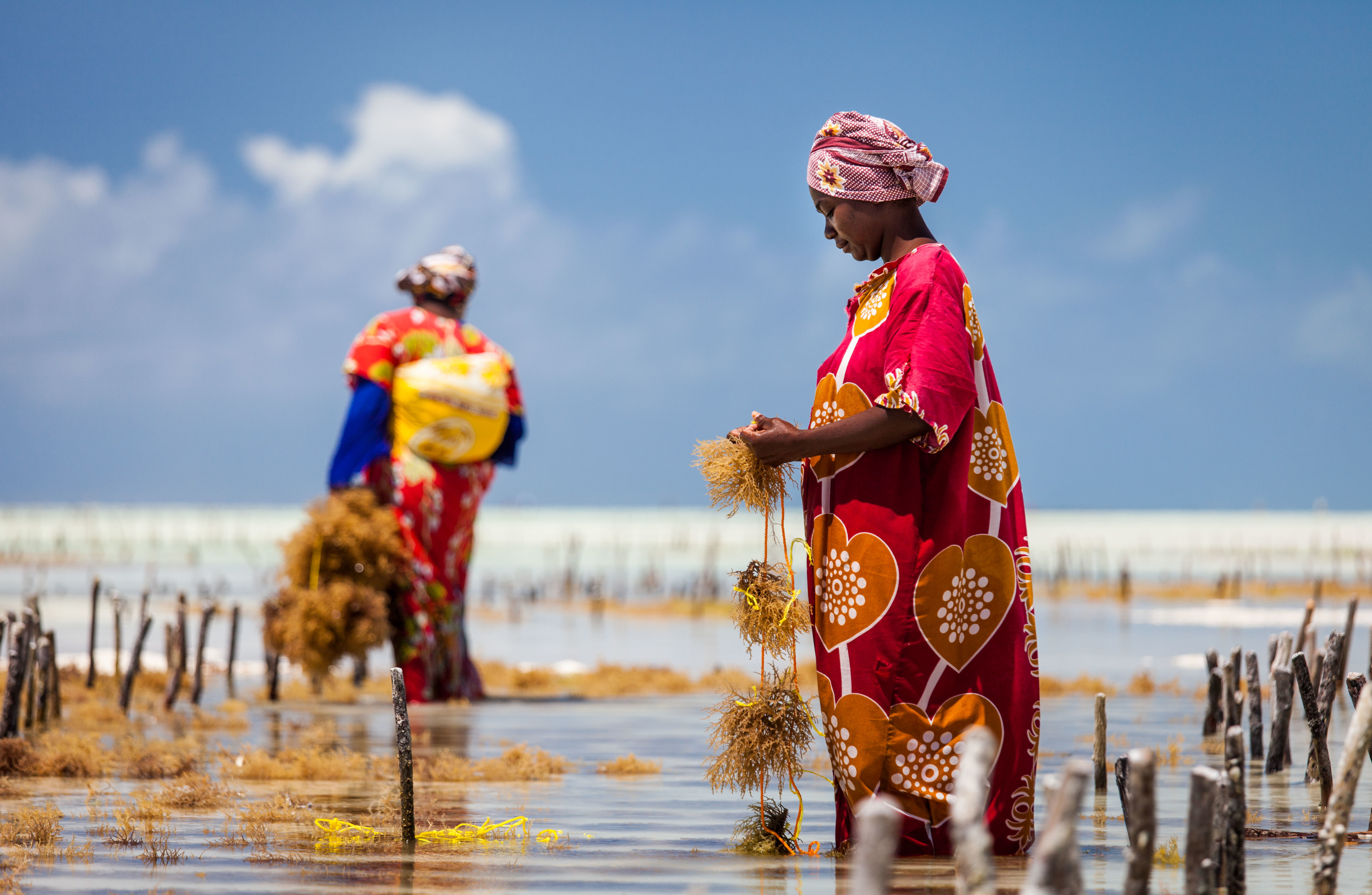
Deux femmes récoltent des algues marines.
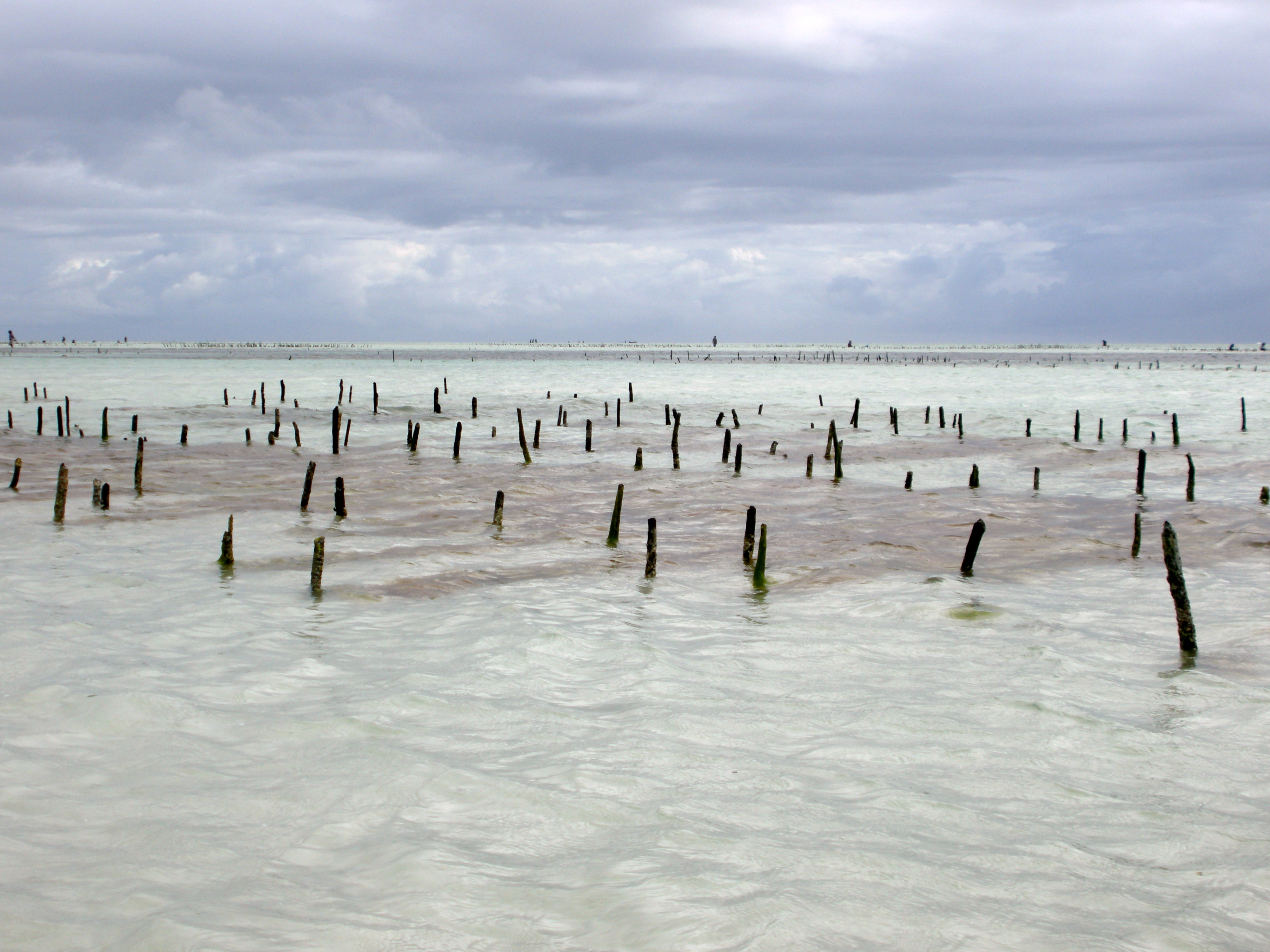
Une ferme d'algues à Jambiani.
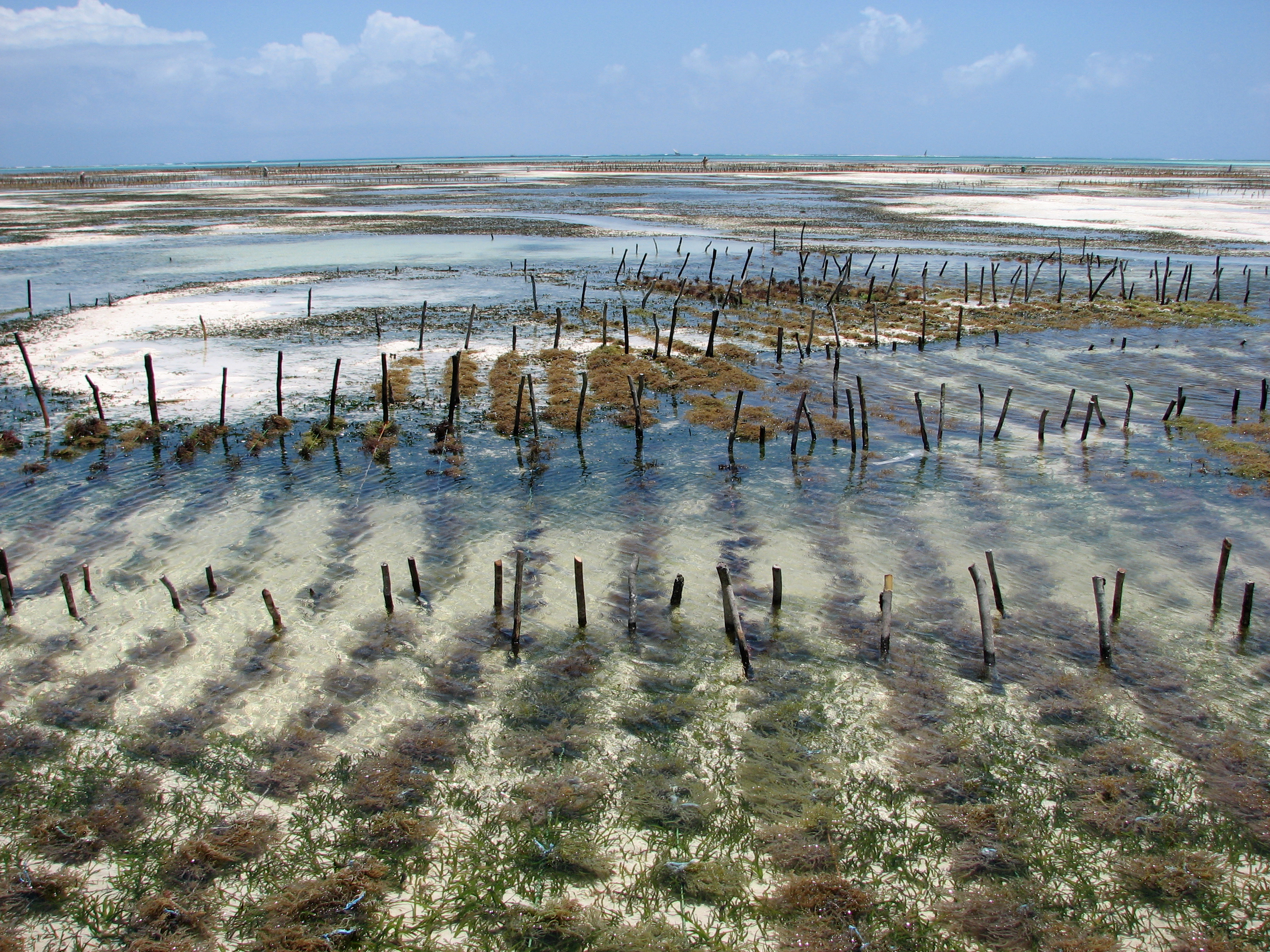
Aquaculture d'algues rouges.

### Articles  connexes
- Île de Zanzibar